# Visconde de Santiago de Lobão
Visconde de Santiago de Lobão é um título nobiliárquico criado por D. Carlos I de Portugal, por Decreto de 10 de Março de 1906, em favor de Lino Henriques Bento de Sousa, depois 1.º Conde de Santiago de Lobão.
Titulares
1. Lino Henriques Bento de Sousa, 1.º Visconde e 1.º Conde de Santiago de Lobão.